# 構想設計
構想設計（こうそうせっけい）とは、設計の基礎となる仕様（Ex. 意匠、構造、性能、費用）を決めるプロセスのことである。
製品の品質やコストの大部分は、本プロセスにおいて決定されるため、設計資産や実績情報を構想設計の段階で活用できるプラットフォームの重要性が高まっている。